# Brumário

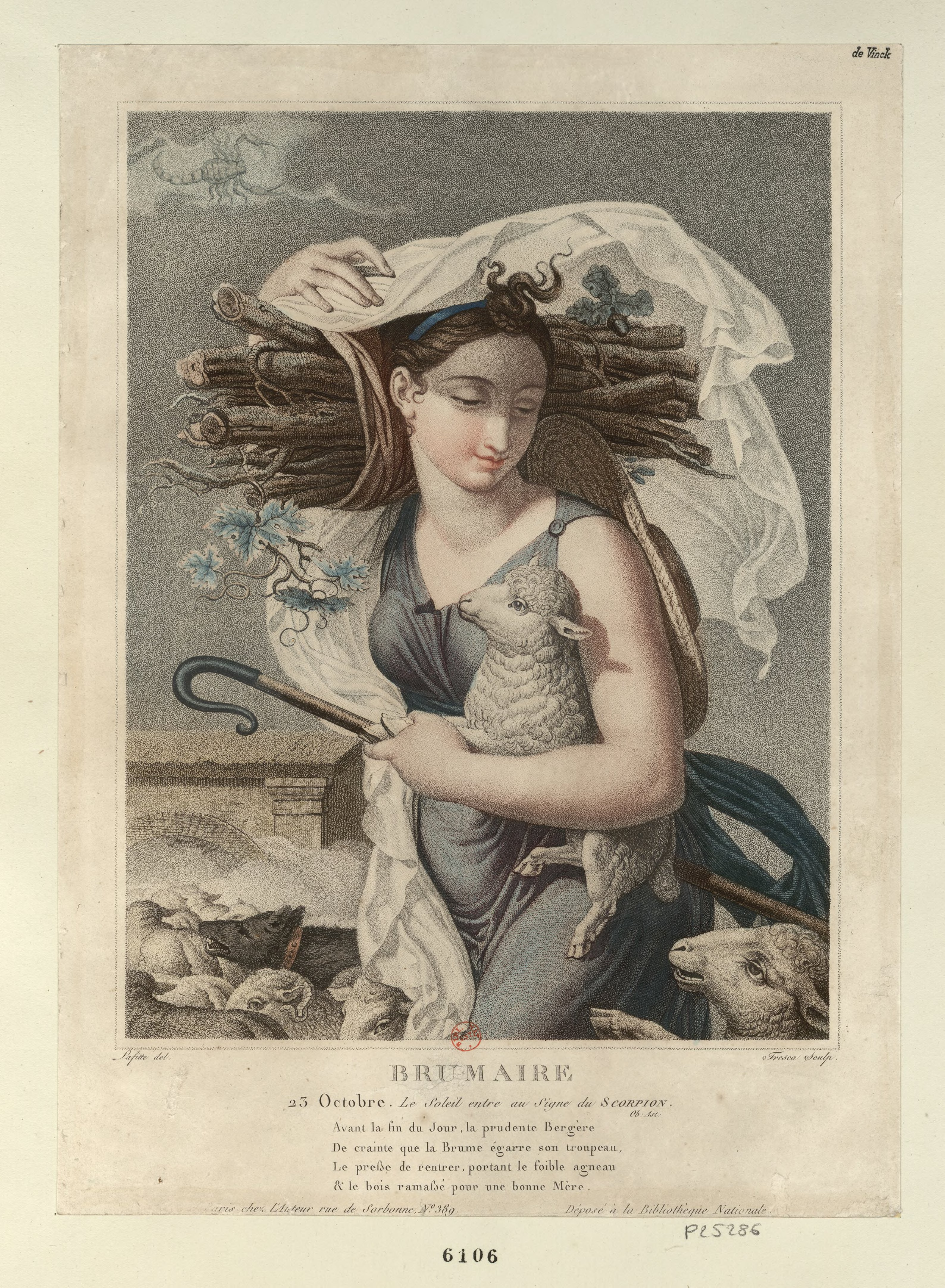
Alegoria do Brumário.

Brumário (brumaire em francês) era o segundo mês do Calendário Revolucionário Francês que esteve em vigor na França de 22 de setembro de 1792 a 31 de dezembro de 1805. O brumário correspondia geralmente ao período compreendido entre 22 de outubro e 20 de novembro do calendário gregoriano; recobrindo, aproximadamente, o período durante o qual o sol atravessa a constelação zodiacal de Escorpião. O nome se deve à "neblina e às baixas brumas que são a exsudação da natureza de outubro a novembro", de acordo com os termos do relatório apresentado à Convenção em 3 brumário do ano II (24 de outubro de 1793) por Fabre d'Églantine, em nome da "comissão encarregada da confecção do calendário".